# 莫維勒洞穴
莫維勒洞穴（羅馬尼亞語：Peștera Movile）是一個位於羅馬尼亞康斯坦察縣曼加利亞市郊，距黑海海岸不到數公里的自然封閉岩洞，於1986年被克里斯蒂安·拉斯庫（Cristian Lascu）發現。該洞以獨特的地下水生態系統聞名，其大氣富含硫化氫和二氧化碳，但氧含量極低。在過去的550萬年中，莫維勒洞穴一直未受外界干擾，居住在其中的生物已完全捨棄光合作用，僅靠化能合成維生，也是世上唯一一個完全依賴化能合成的生態系統。

## 大氣環境
莫維勒洞穴的大氣環境與外界完全不同，其氧氣含量僅為外界的三分之一至一半（洞穴內的O2含量為7%－10%，而大氣中的O2則為21%），屬缺氧環境。相比之下，該洞的二氧化碳濃度卻比外界大氣多100倍（大氣的CO2濃度僅有0.04%，洞穴內的CO2濃度則為2%－3.5%）。莫維勒洞穴還含有1%－2%的甲烷（CH4），其空氣和水中也含有高濃度的硫化氫（H2S）和氨（NH3）。

## 生態

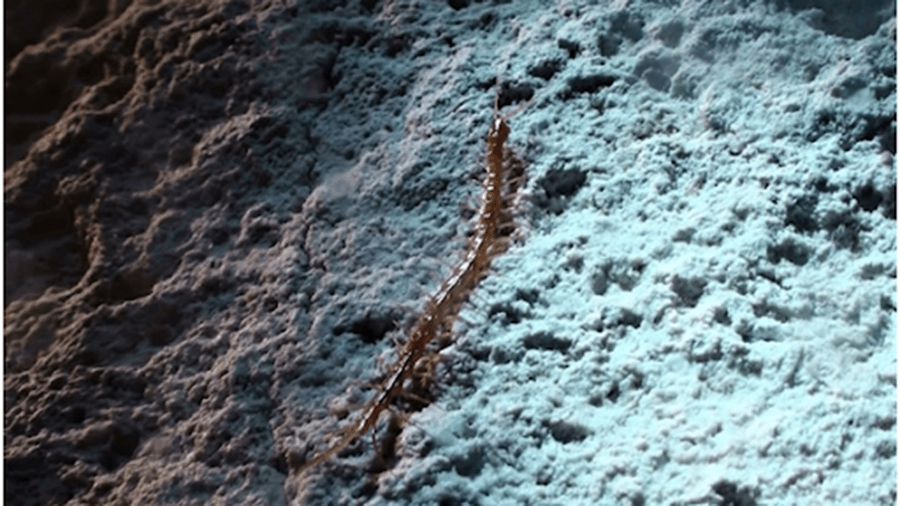
Cryptops speleorex是莫維勒洞穴迄今已知的最大動物

在莫維勒洞穴內發現的動物物種已知有51個，包括蚂蟥、蜘蛛、擬蠍、潮蟲、蜈蚣、水蠍和蝸牛等。在這51個物種中，有35個是該洞穴才有的特有種。在莫維勒洞穴內，食物鏈的能量來源起始於化能合成作用，甲烷氧化菌和硫氧化菌是食物鏈的最底層生物，他們靠化能合成維生，同時也釋出諸如真菌或其他細菌所需的養分。這些菌類會在洞穴壁以及湖泊和池塘的表面形成微生物席，植食性動物會以這些微生物維生，然後肉食性動物便會掠食牠們。
居住在莫維勒洞穴內，蠍蝽屬之一的Nepa anophthalma（可譯作「缺眼水蠍」）是世上唯一已知存在的穴居性水蠍。Cryptops speleorex（可譯作「洞穴大王盲蜈蚣」）則是該洞穴迄今已知的最大動物，其身上完全沒有色素，表面呈鮮黃色，且最初被鑑定為Cryptops anomalans（可譯作「異形盲蜈蚣」），直至2020年才有科學家因形態與分子上的差異將其劃為新種。雖然研究人員發現莫維勒洞穴在550萬年前已有生物存在，但各物種遷入的時間可能不同，例如有以mtDNA為分子鐘的研究結果顯示洞穴內特有種Heleobia dobrogica（可譯作「多瑙河湖泊螺」）和洞穴外同屬物種分家的時間約在200多萬年前，與歐洲冰河期開始的時間略顯吻合，因此該物種的形成可能與其祖先在冰期初期遷入相對溫暖的洞穴中有關。

## 外部連結
- The Movile Cave Project at web.archive.org
- La Grotte de Movile （页面存档备份，存于） （法文）
- Papers published about Movile Cave
- Life in Hell – Survivors of Darkness. Mona Lisa Production, France （页面存档备份，存于）